# صليبة

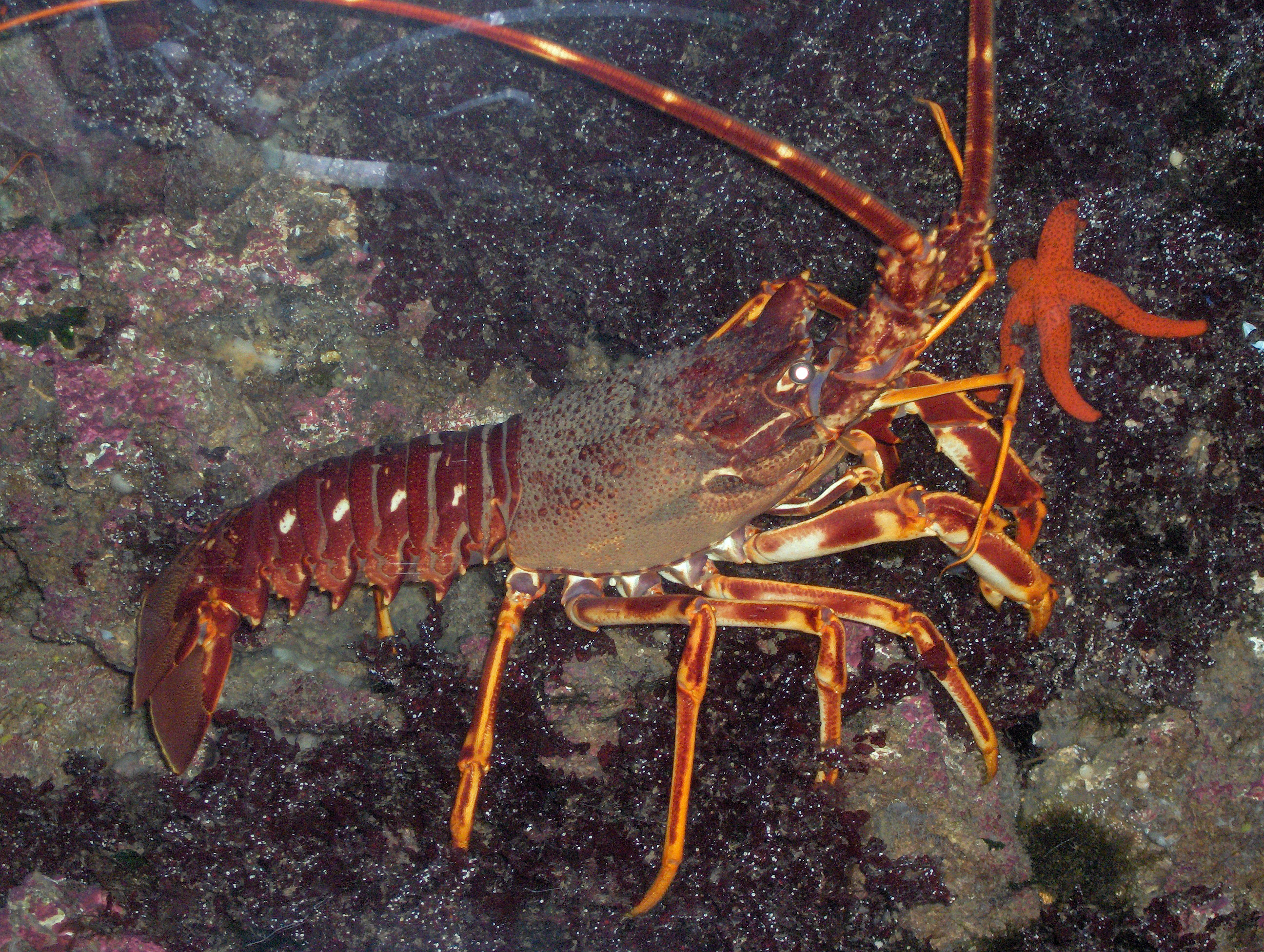
يتكون الهيكل الخارجي للكركند الشائك من سلسلة صليبات متصلة عبر مفاصل مرنة.

الصليبة (باللاتينية: Sclerite) وتعني باليونانية صلادة هو جزء من الجسم متصلب ومتقسي. يُستخدم هذا المصطلح في مختلف فروع علم الأحياء لوصف مختلف البُنى ولايُقصد به الميزات التشريحة للفقريات مثل العظام والأسنان، وإنما يُشار به عادة إلى الأعضاء المتصلبة للهيكل الخارجي لمفصليات الأرجل والشويكات [الإنجليزية] الداخلية الخاصة باللافقاريات مثل بعض الإسفنجيات والمرجان الرخو. في علم الأحياء القديمة الصليبوم هو مجموعة الصليبات الكاملة الخاصة بالكائن، وغالبا ما يُعرف من مستحاثات اللافقاريات.

## مفصليات الأرجل

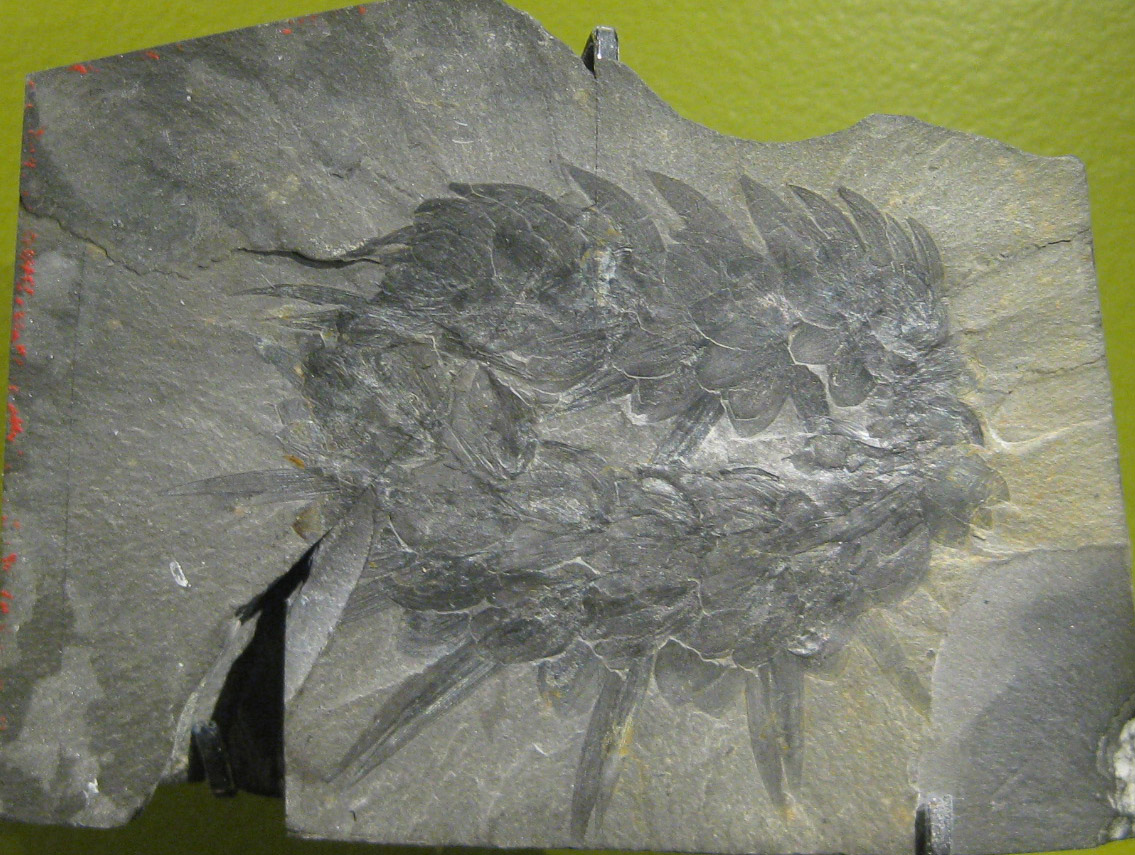
مستحاثة لمجموع الصليبات الخاص بـ ويواكسيا

لدى مفصليات الأرجل، يتم التصلب الذي يُنتِج الصليبات إما بالربط التصالبي لسلاسل البروتين في الجليدة الخارجية [الإنجليزية] وهي عملية تسمى بالتصلب [الإنجليزية] أو عبر استخدام الأملاح مثل كربونات الكالسيوم في مناطق الهيكل الخارجي، أو استخدام كلا الطريقتين. لذلك ينقسم الهيكل الخارجي لمفصليات الأرجل لعدة صليبات مفصولة بمناطق أو هياكل غشائية أقل تصلبا.
تُعرف الصليبات الظهرية لمنطقة من الجسم -والتي تكون صفيحية الشكل عادة- بالترجيتات. بالمقابل يُشار إلى الصليبات البطنية لمنطقة من الجسم بالقصيصات. أما الصليبات المنفصلة على جانبي منطقة من الجسم -الجنبات [الإنجليزية]- فتسمى الجنيبات.